# Estadio Alberto Picco
El Estadio Alberto Picco es el principal estadio de fútbol de La Spezia, Italia. Desde 1919 es la sede del Spezia Calcio. El estadio tiene capacidad para 10.336 espectadores.
Se nombra en memoria de Alberto Picco, el primer jugador del club en marcar un gol y que murió en combate en la Primera Guerra Mundial como subteniente de los Alpini.

## Historia
La inauguración del Estadio Alberto Picco tuvo lugar el 7 de diciembre de 1919 en el partido inaugural que enfrentó al Spezia con el S.C. Genoa. El encuentro finalizó con una victoria para los locales con un marcador de 8-0.
En 1922 el Spezia colocó una placa en la entrada de la planta para conmemorar a sus atletas caídos en la Primera Guerra Mundial.
A principios de la década de 1930, se construyó con piedra oscura la característica puerta monumental en la entrada, que luego se completó con dos esculturas que representan a unos atletas. Para celebrar la inauguración de la nueva estructura, se organizó un amistoso entre Spezia y Juventus, ganado 2-4 por los invitados.
La estructura de las gradas siguió siendo la misma hasta que se construyó una tribuna de concreto más moderna, que fue inaugurada el 19 de febrero de 1933 en el partido Spezia-Novara.